# Misiones redentoristas españolas en Sichuan
Las misiones redentoristas españolas en Sichuan se refieren a las evangelizaciones llevadas a cabo por los misioneros españoles de la Congregación del Santísimo Redentor, entre 1934 y 1952, en Sichuan (antiguamente romanizada como Szechuan), una provincia ubicada en el sudoeste de China. La misión de Sichuan fue la primera fundación permanente de los redentoristas en ese país, su zona misional se encontraba en los vicariatos apostólicos de Chengtu y Ningyuanfu.

## Contexto

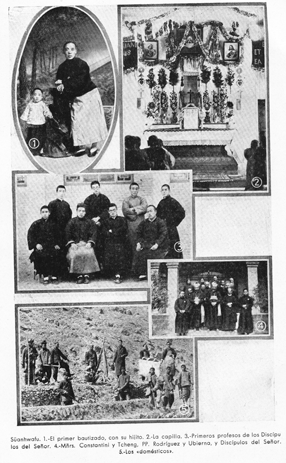
Misión redentorista española en el vicariato apostólico de Süanhwafu

En la década de 1920, la China de la época republicana se abrió a los redentoristas cuando la Santa Sede (Pío XI) los invitó a ayudar en la fundación de la Congregación de los Discípulos del Señor, creada por Celso Costantini para el vicariato apostólico de Süanhwafu (Hebei). El cargo quedó encomendado a la Provincia Española de la Congregación del Santísimo Redentor y, por consiguiente, un grupo formado por Segundo Miguel Rodríguez, José Morán Pan y Segundo Velasco Arina inició su viaje al norte de China en febrero de 1928 y, llegó a Pekín el 9 de abril de 1928.
Después de ayudar a los Discípulos del Señor, empezaron su propio apostolado. Fueron asignados a la misión de Siping, un condado de la provincia de Henan ubicada en China central. Allí sufrieron horribles condiciones de vida, con la muerte en días sucesivos de dos frailes. Ante el fallecimiento de Segundo Velasco, el sacerdote valenciano Vicente Belenguer Esteban solicitó unirse a la misión. Reclamaron quinientos conversos durante los cinco años de su estancia.
Del purgatorio de Siping Vicente Belenguer y otro miembro de la comunidad pasaron a la Concesión francesa de Cantón (China meridional), a la que llamaron «la isla paradisíaca de Shamean». Sin embargo, esto no duró mucho. En 1932, después de sólo dos años, a los dos padres se les ordenó regresar a las incomodidades de Siping desde su «paraíso terrenal».

## Historia

### Primeros años
Los problemas de Siping terminaron en 1934, cuando la sufrida comunidad encontró un nuevo hogar en la provincia de Sichuan, ubicada en el remoto sudoeste. Allí tuvieron algo de alivio del intenso frío del invierno del norte y ahora se encontraban en una región donde los cristianos eran más numerosos, de modo que había motivos para esperar un apostolado más satisfactorio. Además tenían una cómoda residencia ubicada en el Callejón del Mercado de Ovejas en la ciudad capital de Chengtu. La primera fundación permanente de los redentoristas se realizó el 24 de abril de 1934 en Chengtu (vicariato apostólico de Chengtu).
En su nuevo hogar los misioneros estaban encantados de poder por fin empezar las misiones. Las cartas a su provincial (José Machiñena) estaban llenas de expresiones de entusiasmo. Los misioneros quedaron muy edificados por la devoción de los indígenas, que se encontraba en la iglesia los domingos a cualquier hora mientras estuviera abierta. Fue una sorpresa encontrar a los niños muy bien instruidos, un homenaje a su clero y a sus padres. Las primeras misiones contaron con una gran asistencia y muestras de fervor que gratificaron a los predicadores. Las misiones seguían el estilo utilizado en Europa con pocos temas especiales que reclamaran la atención de los predicadores. Los padres Vicente Belenguer Esteban y Eusebio Arnáiz Álvarez se sintieron edificados por los hombres que insistían en entregar sus pipas y opio a los sacerdotes en el confesionario.
Éste era el patrón de vida en Chengtu, y así continuó hasta que los misioneros fueron expulsados del país. Al final de ese primer año (en realidad, medio año), la comunidad tenía un historial satisfactorio de trabajo misionero que informar para 1934. En ese breve período habían predicado veinticuatro misiones y trece retiros a clérigos, religiosos, seminaristas y otros.

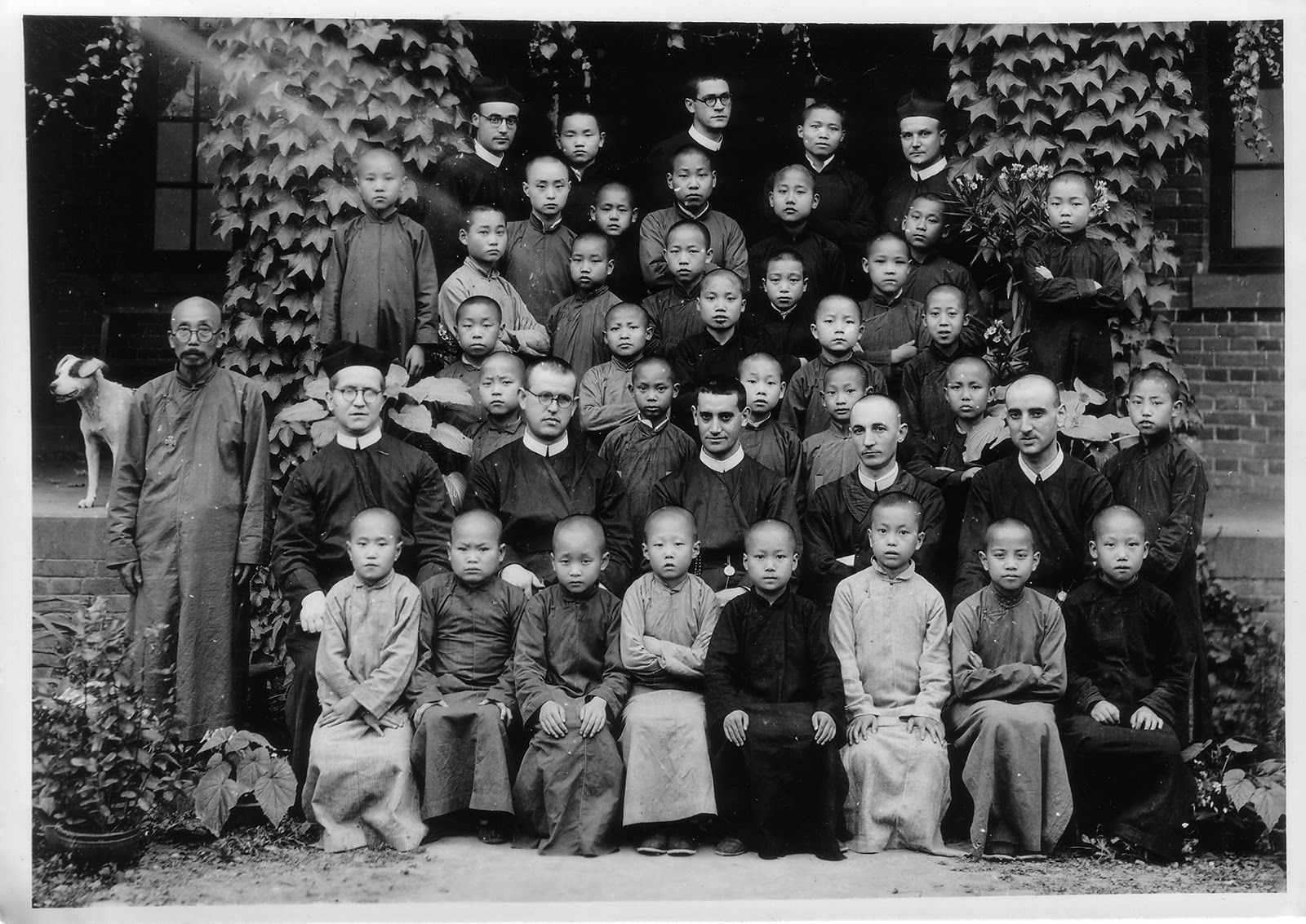
Misioneros redentoristas junto a los jovenistas, ¿en Siping (Henan) o Chengtu (Sichuan)?

El espíritu optimista de la comunidad de Chengtu, evidente en los informes de su apostolado, condujo en septiembre de 1935 a la apertura de lo que los redentoristas denominan un jovenado (id est, seminario menor). El nombre deriva del latín juventus que significa «juventud». Al abrir el jovenado, ya había trece jóvenes redentoristas o jovenistas, todos excepto dos provenientes de familias establecidas desde hacía mucho tiempo en la fe. Los jovencitos estaban bajo el cuidado del padre José Pedrero, quien fue asistido por un par de jóvenes misioneros que ejercían como profesores: los padres Eusebio Arnáiz Álvarez y Juan Campos Rodríguez.
El volumen de trabajo aumentó después de la fundación de una segunda casa misionera en 1938 en Sichang (vicariato apostólico de Ningyuanfu), capital del País Nosu de Sichuan sudoccidental. Esta región se encuentra más al oeste y limita con el Tíbet oriental. Entre los misioneros de Sichang destaca Juan Campos Rodríguez, que pasó allí la mayor parte de sus años en China. El padre Campos se sentía impulsado a sentirse incluso un poco extasiado cada vez que escribía sobre ello.

### Viceprovincia de China
El espíritu de confianza aumentó con la fundación en Sichang. Las dos fundaciones de Sichuan pasaron a denominarse viceprovincia con el padre Pedrero como superior. Y al mismo tiempo la casa de Sichang empezó a tomar forma como un lugar para preparar más inmediatamente a los candidatos al sacerdocio. Para dar algún efecto al plan, se enviaron dos estudiantes de teología desde España. Uno de ellos fue José Campos Rodríguez, hermano menor de Juan Campos. Viajó en 1939 por Saigón, Haiphong (Indochina francesa) y Yunnan (China sudoccidental) para llegar a su destino.
La segunda guerra sino-japonesa (1937–1945) no tardó en afectar a las comunidades redentoristas. La comunicación con los superiores en Europa se volvió casi imposible, lo que provocó cierta ansiedad en España, donde sólo llegaban esporádicamente fragmentos de información en las pocas cartas que llegaban. En 1942, el padre Pedrero informó sobre el estado de la viceprovincia a través del embajador británico de Chungking (Horace James Seymour). Había un peligro real, como se desprende de otras cartas que llegaron a España. Chengtu era un objetivo particular de las bombas japonesas y, en ocasiones, las bombas caían cerca de la casa redentorista. Una noche de 1941, el número de muertos en la ciudad se calculaba en 12 000. Jacques-Victor-Marius Rouchouse, el vicario apostólico, consideró prudente cerrar tanto su seminario mayor como su seminario menor. El jovenado tuvo que ser disuelto, pronto sería también el destino de los estudiantes de Sichang. Después de que los estadounidenses entraron en la guerra, los bombardeos se volvieron menos frecuentes y menos devastadores.
Durante este tiempo, el padre Eusebio Arnáiz entró en contacto con Audrey Donnithorne, hija de Vyvyan Donnithorne, un misionero anglicano inglés destinado a Szechwan Occidental. Ella estaba insatisfecha con la vida religiosa protestante en el campus de la Universidad de la Unión de China Occidental de Chengtu. En 1942, el padre Arnáiz visitó a Donnithorne en el campus y le prestó algunos libros. Al año siguiente se convirtió al catolicismo, y recibió el bautismo en la catedral de la Inmaculada Concepción de Chengtu.
Los años posteriores a la Segunda Guerra Mundial vieron a China presa de una mayor agitación de la guerra civil mientras Mao Zedong realizaba su larga marcha para arrebatar el poder de las manos a los nacionalistas de Chiang Kai-shek. En los primeros años del conflicto, mientras los maoístas intensificaban su control sobre el norte, el país experimentó un terror. Juan Campos describe los años 1945 a 1948 como una época de «violenta persecución», que culminó en el «invierno de sangre» entre 1947 y 1948. Hacia mediados de 1948 hubo cierto alivio del salvajismo, a medida que los comunistas se volvieron más «tolerantes», como dice el padre Campos. De acuerdo a Samuel J. Boland, quizás sea demasiado caritativo hablar del régimen maoísta como de una época de tolerancia. En particular, la nueva China distaba mucho de ser bondadosa con la Iglesia, o de hecho, con cualquier creencia y religión distinta del comunismo. Padre Manuel Cid Riesco abandonó la misión en 1947 debido a la persecución comunista. Se fue a México, después a Guatemala, y en 1955 fue nombrado viceprovincial de Centroamérica.

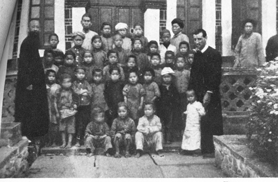
Manuel Gil de Sagredo con unos niños de catequesis.

Eran tiempos difíciles para Manuel Gil de Sagredo Arribas, el recién nombrado viceprovincial de los redentoristas. Había sido enviado inmediatamente a la misión después de su ordenación en 1930, a la edad de 22 años. Después de un año en Inglaterra para aprender el idioma inglés, llegó a Siping en 1931. Después de la dura iniciación allí pasó a Chengtu en 1933, donde además de su labor misionera ocupó los cargos de maestro de novicios y consultor del padre Pedrero, el entonces viceprovincial. En la primavera de 1934 participó en varias campañas misioneras regionales junto al padre Manuel Cid, con el método misionero-alfonsiano. Padre Sagredo escribió sobre el dilema de cómo consolidar la presencia de los redentoristas en China en torno a 1940, poco antes de su retorno a España en 1941. Ese mismo año fundó en el Santuario del Perpetuo Socorro (Granada), la asociación laical femenina de Marías del Redentor para sostener la misión en Sichuan, e hizo propaganda misionera por todo el país para dar a conocer la misión. El 17 de diciembre de 1948 Sagredo regresó a Chengtu, aún no en manos de los comunistas.
Una comunidad de Pekín de corta duración, la tercera casa redentorista después de Chengtu y Sichang, existió entre 1947 y 1948. Chengtu y Sichang pudieron continuar tras el cierre de la casa de Pekín a finales de noviembre de 1948. Durante el año 1949, el padre Campos pudo comprobar con sus propios ojos la vitalidad de los misioneros de Chengtu. Quedó encantado con la invitación del padre Sagredo para visitar la comunidad y estando allí pudo unirse al viceprovincial en una misión en las afueras de la ciudad. Hay evidente alegría al informar sobre los excelentes resultados. Para entonces, sin embargo, muchos religiosos habían abandonado la ciudad, a medida que se intensificaba la amenaza comunista. Con el tiempo, las comunidades redentoristas de Chengtu y Sichang sucumbirían a su vez al régimen comunista.

### Fin de la misión de Sichuan
El ejército comunista apareció en Sichuan en 1950. Encontró poca oposición, prometiendo una era nueva y más feliz: el terror del «invierno de sangre» pertenecía al pasado. Los primeros meses fueron engañosamente pacíficos, pero en 1951 la comunidad de Chengtu encontró su destino. Con el padre Sagredo estaban ahora otros dos, los padres Alfredo Fuentes y Francisco Campano. El viceprovincial se había vuelto particularmente resentido entre los comunistas debido a su predicación en la iglesia redentorista para alentar a los fieles a permanecer firmes en las pruebas que pronto vendrían. El padre Fuentes fue sentenciado a deportación inmediata, dejando a sus compañeros a cinco meses de prisión antes de que a ellos también se les ordenara salir de China.
La vida en prisión era totalmente en régimen de aislamiento. Sufrieron una situación de amenazas, mala alimentación y privaciones de sueño. En la cárcel el padre Sagredo anotó sus reflexiones en forma de meditaciones al estilo de san Alfonso María de Ligorio. Para el padre Campano el encarcelamiento bien podría haber sido más duro por lo que podría haber sido visto como agresividad en sus arrebatos durante el interrogatorio. Fue sometido a experiencias de lo más desagradables, como en una sesión de 1951 que él fue escogido. Trajeron a una mujer apóstata y ella lo atacó ferozmente como no apto para ser sacerdote, ni siquiera para ser considerado humano sino como un animal o incluso un monstruo. «Este hombre no es apto para permanecer entre nosotros», ella concluyó, «y la comunidad cristiana de Chengtu pide al gobierno que lo expulse por el bien de la cristiandad».
El encarcelamiento terminó en un juicio público en el patio de la prisión el 24 de octubre. Al día siguiente se pronunció la sentencia de deportación y los misioneros emprendieron el viaje de dieciséis días hasta Hong Kong. Llegaron a su destino el 9 de noviembre, cuando, como dice el padre Juan Campos, «respiraron el aire de libertad en la colonia británica de Hong Kong». Poco después de su regreso a España, el padre Sagredo falleció el 4 de agosto de 1952 a causa de una angina de pecho, agotado por los padecimientos sufridos en su cautiverio.
Juan Campos y Eusebio Arnáiz se fueron a Macao portugués y fundaron allí la escuela anglochina del Perpetuo Socorro en 1955. José Campos, hermano menor de Juan Campos, continuó su apostolado en México desde 1951 tras el fin de la misión de Sichuan y, de hecho, de toda la China continental.
También en 1951, se celebró «en catacumba», en la pequeña capilla redentorista de Sichang, el funeral de Joche Albert Ly, superior de los Hermanos Maristas de Sichang, que fue fusilado por los comunistas tras tres meses de prisión bajo torturas inhumanas. Su biografía fue escrita por el padre Eusebio Arnáiz.
El padre Segundo Miguel Rodríguez, uno de los miembros del grupo original, bien podría ser considerado el patriarca de la misión, obrando continuamente en las casas de Sichuan después de Siping. Con él estaba el padre José Miguélez, quien también había sido uno de los pioneros de Siping. No fueron encarcelados ni sufrieron los malos tratos que sufrieron sus hermanos en Chengtu, pero vieron su casa confiscada. Su vida era como la de muchas personas sin hogar en la ciudad en aquellos tiempos difíciles. Así permaneció durante unos meses hasta principios de 1952, cuando se les dio permiso para abandonar la ciudad. Partieron con un grupo de hermanas de las Franciscanas Misioneras de María, que más bien dependían de ellos. Su viaje duró tres semanas. La mayoría de los días el padre Miguélez decía misa antes del amanecer, dando la comunión al padre Rodríguez y a las hermanas. Finalmente llegaron a Hong Kong por el puente internacional de Lo Wu. El último del grupo en cruzar, con evidente desgana, fue el pionero, el padre Rodríguez.
El 6 de mayo de 1952, el primer sacerdote redentorista chino, el padre Matías, tomó sus votos religiosos junto con el clérigo Pedro Mi.